# LGVライン-ローヌ線

LGVライン・ローヌ線
青 : 2011年12月11日開業区間
赤 : 第2期区間

LGVライン・ローヌ線(仏: LGV Rhin-Rhône)はフランスのミュルーズ付近とリヨン付近を結ぶ予定の高速鉄道路線である。東、西、南の3つの支線からなっており、2011年12月11日に東支線の一部約140kmが開業した。フランス国鉄によりTGVが運行されている。
ライン・ローヌ線のディジョン・ミュルーズ間の東支線は東西南北の交通回廊にとって重要な路線となる。また、周辺地域の所要時間の大幅な短縮をもたらすため期待されている。

## 路線経路
ライン・ローヌ線経由の高速列車は、南北方向ではドイツ、スイス北部、フランス東部、ローヌ峡谷やソーヌ峡谷地域と地中海沿岸地域、最終的にはニースまで結ばれる。ニースと逆方向ではスペインカタルーニャ州方面の路線ともつながる。東西方向ではロンドン、ブリュッセル、リール、イル・ド・フランス地域圏、ブルグント、フランシュ＝コンテ地域圏、アルザス地域圏南部、ドイツバーデン＝ヴュルテンベルク州、スイスのドイツ語圏、フランス語圏各地域を結ぶ役割を果たす。
このLGVライン・ローヌ線では2011年または2012年頃に運行を開始し、1,200万人の旅客を輸送する計画となっている。整備計画の見積り額はおよそ23億1,200万ユーロとなっている。ディジョンの南部ペリニィ(Perrigny)に接続箇所が造られ、TGVと貨物列車が共用する。オークソン駅(Auxon)とブザンソン＝ヴィオット駅(Besançon-Viotte)は地域列車用に鉄道で結ばれる。LGVライン・ローヌ線の建設はフランス鉄道線路事業公社により引き受けられている。
21のフランスの地域圏のうち12の地域圏がこの新線プロジェクトから経済効果を得る。下記の地域圏も含まれる。
- アルザス地域圏
- ラングドック＝ルシヨン地域圏
- フランシュ＝コンテ地域圏
- ブルゴーニュ地域圏
- ローヌ＝アルプ地域圏
- プロヴァンス＝アルプ＝コート・ダジュール地域圏
- ミディ＝ピレネー地域圏
- ロレーヌ地域圏

## 建設区間
建設区間が幾つかに分けられ工事が行われている。
- 東支線(ミュールーズ - ディジョン)
- 西支線(ディジョンで交差。LGV南東線とはモンバールで合流。)
- 南支線(ディジョン - リヨン)

2006年8月7日より北部ブザンソンで着工。

## 東支線
東支線が現在一番早く計画が進んでいる。東支線の一期区間Villersexel-Les Margny(ディジョンの東)からPetit-Croix(ベルフォール)までの財源的同意が2006年2月28日に署名された。2005年に予備工事が、続いて2006年7月3日にVillersexel-Les Margny、オート＝ソーヌ県での式典後、正式に着工された。
同区間は2011年12月11日から営業を始めた。パリとミュルーズ、バーゼル、チューリッヒを結ぶTGVがライン-ローヌ線経由となったほか、ストラスブールとマルセイユ、ニース、モンペリエを結ぶTGVが新設された。ストラスブール - マルセイユ間の1往復は2012年3月からドイツのフランクフルト・アム・マインへ乗り入れている。

## 財源
路線の整備計画は23億ユーロの規模である。沿線地域圏や、欧州連合やスイスも財源負担を行っている。
- フランス線路事業公社: 6億4,200万ユーロ
- スイス: 6,600万ユーロ
- ブルゴーニュ地域圏: 1億3,100万ユーロ
- フランシュ＝コンテ地域圏: 3億1,600万ユーロ
- アルザス地域圏: 2億600万ユーロ
- フランス: 7億5,100万ユーロ
- 欧州連合: 2億ユーロ

## 所要時間
| 区間                      | 開業後の所要時間 | 開業前の所要時間 |
| ミュルーズ–パリ           | 2時間45分        | 4時間27分        |
| ミュルーズ–リヨン         | 2時間25分        | 3時間45分        |
| ミュルーズ–ディジョン     | 1時間10分        | 2時間40分        |
| ストラスブール–リヨン     | 3時間15分        | 4時間35分        |
| ベルフォール–パリ         | 2時間20分        | 3時間50分        |
| ベルフォール–ディジョン   | 50分             | 2時間15分        |
| ディジョン–フランクフルト | 3時間30分        | 6時間30分        |
| ディジョン–ストラスブール | 2時間10分        | 3時間35分        |
| ブザンソン–マルセイユ     | 3時間35分        | 4時間15分        |
| ブザンソン–チューリッヒ   | 1時間55分        | 3時間25分        |